# Кадимян, Гегам Гагикович
Гега́м Гагикович Кадимя́н (арм. Գեղամ Գագիկի Կադիմյան, укр. Гегам Гагикович Кадимян; род. 19 октября 1992, Арташат) — армянский футболист, нападающий клуба «Ван» (Чаренцаван). Выступал за национальную сборную Армении.

## Биография

### Клубная карьера
Воспитанник ереванского «Пюника». Первый тренер — Серж Саргсян. В 14-летнем возрасте переехал к дяде в Харьков, где продолжил обучение в футбольной школе «Арсенала». В 16 лет дебютировал в составе «Арсенала» во второй лиге. После того как харьковская команда потеряла профессиональный статус, Кадимян был приглашён в армянский «Титан», где провёл 4 сезона. Летом 2013 года был приглашён в команду первой лиги ПФК «Сумы». В первых 13 матчах, выходя на замены, нападающий забил 6 голов и уже через полгода перешёл в ужгородскую «Говерлу» — клуб Премьер-лиги. Играя в дубле «Говерлы» забивал в первых трёх матчах. В высшем дивизионе сыграл в одной игре 16 марта 2014 года против харьковского «Металлиста».
Летом 2014 года перешёл в «Олимпик». В донецкой команде дебютировал 3 августа 2014 года в игре с луганской «Зарёй». 9 декабря 2015 года стало известно, что Кадимян покинул «Олимпик» ввиду завершения срока контракта.
В феврале 2016 года стал игроком львовских «Карпат». 5 марта 2016 года дебютировал в составе «Карпат» в игре против одесского «Черноморца».
В январе 2017 года стал игроком луганской «Зари», подписав двухлетний контракт.
В июне 2017 подписал контракт с полтавской Ворсклой.
В феврале 2019 года перешёл в «Арсенал-Киев».
В марте 2020 года подписал контракт с белорусским «Неманом».
В феврале 2021 года перешёл в «Кайсар».
В январе 2022 года вернулся в белорусский клуб «Неман». Первый матч сыграл 2 апреля 2022 года против «Слуцка». В кубковом матче 6 апреля 2022 года против борисовского БАТЭ забил первый гол, который оказался победным. В чемпионате забил первый гол 10 апреля 2022 года против брестского «Динамо», который тоже стал победным. По информации источников в декабре 2022 года футболист покинул клуб. В январе 2023 года гродненский «Неман» официально сообщил, что игрок покинул клуб по истечении срока действия контракта.
В феврале 2023 года футболист перешёл в армянский клуб «Ван» из города Чаренцаван.

### Карьера в сборной
В марте 2016 года был вызван в стан национальной сборной Армении. 25 марта дебютировал за сборную выйдя на замену вместо Маркоса Пиззелли на 68-й минуте.

## Достижения

### Командные
- Бронзовый призёр чемпионата Украины: 2017/18

### Личные
- Мастер спорта Украины (указ Министерства молодежи и спорта № 3140 от 6 июля 2018 года)[21]